# Mikhail Vasiljevitj Frunse
 Mikhail Vasiljevitj Frunse (russisk: Михаи́л Васи́льевич Фру́нзе) (partimæssige aliasser: Mikhailov, Trifonytj, Arsenij litterære psudonymer: Sergej Petrov, A. Sjujskij, M. Mirskij) (født 2. februar 1885 i Pisjpek (nuværende Bisjkek), Semiretjenskaja oblast (nuværende delt mellem Kirgisistan og Kasakhstan), død 25. oktober 1925 i Moskva, RSFSR, USSR) var en sovjetisk militær officer og politiker. Frunse er kendt som en af de største militære ledere i den Røde Hær under Den russiske borgerkrig, politiker og som militærteoretiker. .  

## Tiden inden oktoberrevolutionen
Frunse blev født i Pisjpek (nuværende Bisjkek i Kirgisistan), som dengang var en lille garnisonsby i den kirgisiske del af russisk Turkestan under Det Russiske Kejserrige. Frunse gik i gymnasiet i Vernyj, det nuværende Almaty, som han færdiggjorde i 1904. Derefter blev han optaget på Sankt Petersborgs Polytekniske Institut. Her meldte han sig ind i Ruslands Socialdemokratiske Arbejderparti (RSDAP) og tilsluttede sig den bolsjevikiske gren af partiet: RSDAP(b). Som følge sine politiske aktiviteter, blev han tilbageholdt af politiet første gang i slutningen af 1904. 
Under den første russiske revolution fra 1905-07 udførte Frunse partiarbejde i Moskva. Han var under pseudonymet ”kammerat Arsenij” en af lederne bag en strejke i maj og juli 1905 blandt op mod 70.000 tekstilarbejdere i byerne Ivanovo-Vosnesensk og Sjuja. 
I december 1905 deltog han i spidsen for en kampbrigade af arbejdere fra Ivanovo-Vosnesensk i det væbnede oprør i Moskva, der var kulminationen på 1905-revolutionen.  I 1906 deltager han i RSDAP’s fjerde kongres i Stockholm, som repræsentant for arbejderne i Ivanovo-Vosnesensk. Han udpeges også som delegeret til partiets femte kongres i 1907, men bliver forinden arresteret den 24. marts i Sjuja og sendt til fængslet i Vladimir. 
27. januar 1909 bliver han ved en militærdomstol sammen med en anden indsat dømt til døden ved hængning for mordforsøget på en soldat i forbindelse med arrestationen og for bolsjevikisk virke. Han flyttes til dødsgangen og efter en appel ophæves dødsdommen den 5. marts 1909 og hans sag henvises til en ny retssag. Ved en domstolsafgørelse under retssagen den 5.-10. februar 1910 om Ivanovo-Vosnesensk afdelingen af RSDAP, blev han idømt fire års hårdt arbejde. Under den anden retssag om mordforsøget den 22-23 september 1910, blev han igen dømt til døden; men under pres fra den offentlige opinion og fra forfatteren Vladimir Korolenko , blev dødsdommen den 7. oktober ændret til seks års hårdt arbejde og forvisning til Sibirien. Efter fire års afsoning i fængslerne i Vladimir, Nikolajevsk og Aleksandrovsk blev Frunse 6. april 1914 eksileret til landsbyen Mansurka, cirka 200 km nord for Irkutsk. 
I et brev til sine pårørende skriver han: 
| Citat          | Her er jeg fri. Er i går lige ankommet til Mansurka og har siden da været uden ledsagere og vagter… Her er gode jagtmuligheder, et malerisk område… Nu vil jeg stifte bekendtskaber, gå til landsbyens hus, undervise børn… | Citat |
| Michail Frunse | |       |

Frunse bliver igen arresteret den 31. juli 1915 for politiske aktiviteter i eksilet og sendes den 4. august til fængslet i Irkutsk. Det lykkes for Frunse at undslippe på vej til fængslet og flygte til Tjita. Her får han med en anden persons dokumenter arbejde i et kontor for genbosættelse, som gav ham mulighed for at rejse rundt i området og skabe kontakt til andre revolutionære, der var gået under jorden. 
I foråret 1916 begynder han igen at komme i politiets søgelys og han bliver efter instruks fra partiet under navnet ”Mikhailov” sendt til Minsk i Hviderusland, for at udføre ”revolutionært arbejde” blandt soldaterne på den russiske vestfront, ved at oprette underjordiske afdelinger af bolsjevikpartiet i hæren. 
Den 5. marts 1917 under februarrevolutionen blev Frunse (under navnet ”Mikhailov”) valgt som leder af bymilitsen i Minsk og af mere privat karakter bliver han i april gift med Sofja Aleksejevna Popova (1890-1926). I de følgende måneder deltager han bl.a. i den første kongres for bondedeputerede, hvor han vælges til præsidiet. Han vælges som medlem af bolsjevikkernes Minsk-udvalg og den anden kongres for bondedeputerede i provinserne Minsk og Vilnius blev afviklet under ledelse af Frunse. I august 1917 bliver Frunse af partiets centralkomite efter anmodning fra partiets distriktsledelse i Ivanovo-Vosnesensk sendt til Sjuja, for at lede partiets arbejde i området. Frunse bliver blandt andet formand for Sjuja sovjetten af arbejdere, bønder og soldater og et revolutionært udvalg. Frunse skriver selv, at al magt i området var overdraget til sovjetterne under bolsjevikkernes ledelse halvanden måned før oprøret i Petrograd. Under oktoberrevolutionen leder Frunse en styrke på et par tusinde arbejdere og soldater fra Ivanovo-Vosnesensk, der tager til Moskva og hjælper med at erobre byen. 

## Borgerkrigen
I løbet af foråret og sommeren 1918 varetog Frunse udover opgaven som formand for Ivanovo-Vosnesensk provinsens partiapparat også hvervene som formand for provinsens administration, styret for landbrug samt kommissær for provinsens militær. Efter opstanden i Jaroslavl bliver han fra august 1918 udnævnt til dette distrikts militærkommissær og den 28. december 1918 udnævnes han til kommandør for den 4. armé på østfronten. 
I april 1919, hvor Koltjaks Hvide hærs forårsoffensiv var på sit højeste og truede Kasan, Simbirsk og Samara udnævntes Frunse til kommandør for de fire arméer på den sydlige del af fronten (1., 4., Turkestanske og 5. armé). Frunse organiserede og gennemførte i perioden fra marts til juli 1919 fra Busulukregionen et slag mod flanken på de angribende Koltjak-arméer. Dette betød et sammenbrud for Koltjaks offensiv og hans hær foretog en hurtig tilbagetrækning over hele østfronten. For dette modtog Frunse den 8. juli 1919 Røde Fane-ordenen. 
I august 1919 overtog Frunse kommandoen for arméerne på den turkestanske front og i løbet af september måned gennemførte han at angreb for at ødelægge Koltjaks sydlige armé. Som resultat heraf blev forbindelserne med Turkestan genoprettet. I løbet af december ledte han operationerne for at afvikle fronten ved Ural, som han sluttede sidst i december med indtagelsen af bjergene. Herefter rykkede man frem til Guriev og besatte bredden ved det Kaspiske Hav. 
Herefter bliver han medlem af kommissionen for den Alrussiske Centrale Eksekutivkomite for Turkestans Anliggender samt medlem af kommissionen for kommunistpartiets centralkomite for Turkestan.
Frunse arbejdede frem til august 1920 i Turkestan, hvor han ledte angrebene mod den Hvide hær i Semiretjensk (nuværende område i Kasakhstan omkring Almaty). I slutningen af august havde han ansvaret for operationerne mod Bukhara-Emiratet, som blev udskiftet med en sovjetrepublik. 
I september 1920 blev han udnævnt til kommandant for hæren på sydfronten, der kæmpede mod Pjotr Wrangels Hvide hær. Ved de afsluttende kampe, kendt som Perekop – Tjongar operationen, kæmpede Frunse sammen med Nestor Makhno, som han i oktober 1920 havde indgået en aftale med om kampen mod de hvide og som han havde et godt personligt forhold til. I slutningen af november afsluttede Frunse operationen ved at indtage Krim-halvøen. Frunse havde tilbudt Wrangel, at de kunne slippe afsted på resterne af den kejserlige russiske flåde, hvis de opgav modstanden. Frunse blev den 25. november hædret med et Æresværdigt revolutionært våben. 
3. december 1920 blev udnævntes Frunse til repræsentant for det revolutionære militære råd i Ukraine og kommandør for de væbnede styrker i Ukraine og Krim. Samtidig blev han valgt til Politbureauet for Ukraines kommunistiske parti.  I 1921-22 nedkæmper han Makhnobevægelsen i Ukraine, og Nestor Makhno må flygte udenlands.  For dette modtager Frunse for anden gang Røde Fane-ordenen i 1924.
I perioden fra 5. november 1921 til 31. januar 1922 er Frunse på diplomatisk mission i Ankara under den Tyrkiske uafhængighedskrig som ambassadør for den Ukrainske Sovjetrepublik. Her skaber han bl.a. forbindelse mellem Kemal Atatürk og de russiske bolsjevikker der medfører, at tyrkerne opnår militær og økonomisk støtte fra Rusland.  Kemal Atatürk hædrede Frunse ved at lade en statue af ham indgå i det Republikkens Monument, der i 1928 blev rejst på Taksim-pladsen i Istanbul.
Fra februar 1922 var han næstformand for Folkekommissærernes råd for den Ukrainske Sovjetrepublik og i december medvirker han til Ukraines tilslutning til dannelsen af Sovjetunionen. 
I marts 1924 udnævnes Frunse til næstformand for Sovjetunionens revolutionære militærråd og fra april til folkekommissær for militære og maritime anliggender. Samtidig bliver han stabschef for den røde hærog lederen af Røde Hærs Militærakademi.  Fra januar 1925 blev han formand for Sovjetunionens Revolutionære Militære Råd og Folkekommissær for militære og flådens anliggender. 
Under Frunses ledelse blev der gennemført en militærreform i årene 1924-25, der reducerede hæren, indførte princippet om kommandoenhed, omorganiserede militærapparatet med politisk ledelse af den Røde hær og kombinerede strukturen i de væbnede styrker i en stående hær og en territorial milits. Frunse skrev en række militærteoretiske værker. Frunses militære doktrin var baseret på anvendelsen af marxisme på militær teori og hvor der tildeles en særlig plads i hæren til politiske afdelinger og kommunistiske celler.

## Dødsfaldet
Frunse var blevet bemærket blandt de kommunistiske ledere som en, der var i besiddelse af et meget kreativ og næsten uortodoks syn på spørgsmål om gennemførelse og politik. Han fik respekt og beundring af sine kammerater takket være sin frygtløse og succesrige forfølgelse af komplicerede militære mål og hans udholdenhed i den periode, hvor det kommunistiske parti var ulovligt. Han var blevet betragtet som en potentiel efterfølger for Lenin (der døde i 1924) på grund af sin styrke i både teoretiske og praktiske spørgsmål om at fremme den kommunistiske partidagsorden og hans tilsyneladende mangel på personlig ambition adskilt fra partiet. 
Frunse havde kronisk mavesår og han var mange gange var blevet opfordret til at gennemgå operation. Efter en særlig alvorlig episode i 1925 blev Frunse indlagt på hospital. Stalin og Anastas Mikojan besøgte ham og pressede på, for at han skulle lade sig operere.
Frunse skrev til sin kone, Sofja Aleksejevna:
"Jeg er stadig på hospitalet. Lørdag kommer der en ny konsultation. Jeg er bange for, at de ikke ville afvise operation ..."
"På nuværende tidspunkt føler jeg mig helt sund, og det er på en eller anden måde latterligt ikke bare at gå, men jeg må også at tænke på operationen. Ikke desto mindre blev det besluttet på begge konsultationer."
Frunse døde den 31. oktober 1925. Der har været spekulationer om, at enten Stalin eller Trotskij i hemmelighed beordrede hans død, men der er ingen beviser for at støtte dette. Imidlertid blev Frunse bedøvet med en dosis kloroform dosis, som syv gange overskred den dosis, der normalt blev anvendt til at inducere narkose.  
- Frunses begravelse på Den Røde Plads 3. november 1925
- Mindeplade på gaden i Sankt Petersborg
- Graven ved Kremls nekropolis

## Hæder og æresbevisninger
Sovjetunionen
| Røde Fane-ordenen 2x             |
| Æresværdigt revolutionært våben. |

- Frunse blev begravet ved Kremlmurens nekropolis, den 3. november 1925. Stalin holdt en meget kort tale, hvor han udtrykte partiets sorg ved at have mistet en af de reneste, mest ærlige og mest frygtløse revolutionære i vores tid. [25]
- Den røde Hærs Militærakademi var i perioden 1925-1998 opkaldt efter ’M.V. Frunse’
- Hovedstaden Bisjkek i Kirgisistan var i perioden 1926-1992 opkaldt efter ’Frunse’
- Metrostationer i Moskva, Skt. Petersborg og Minsk
- Desuden fabrikker, talrige veje i byer, krigsskibe mv. er blevet navngivet efter Frunse.